# Kriminalakte
Die Polizei führt zur Vorsorge für die Verfolgung künftiger Straftaten sowie zur Vorbereitung auf das Handeln zur Verhütung von Straftaten Kriminalakten (KA), die auch Polizeiakten oder Krim-Akten genannt werden. Kriminalakten sind Kriminalpolizeiliche personenbezogene Sammlungen (KpS) im Sinne der Richtlinien für die Führung Kriminalpolizeilicher personenbezogener Sammlungen (KpS-Richtlinien), die sich auf Tatverdächtige, Beschuldigte in einem strafrechtlichen Ermittlungsverfahren oder auf Verurteilte beschränken und die in Akten, Dateien oder anderer Form geführt oder gespeichert werden. Vorsätzliche Straftaten im Zusammenhang mit dem Straßenverkehr sind einzubeziehen.

## Zweck der Kriminalakten
Die Kriminalakte gibt im repressiven Aspekt einen Überblick über den kriminellen Lebenslauf der betroffenen Person, ihr Vorgehen bei der Vorbereitung und Ausführung von Straftaten (Modus Operandi), ihre Tatmotive, die Nachtatphase und Verhalten gegenüber der Polizei. Die Akte soll fahndungs- oder ermittlungsrelevante Personen- und Sachzusammenhänge erkennen lassen und ermöglichen, eine Person zu identifizieren, den Tatverdacht gegen eine Person zu begründen bzw. zu erhärten oder diesen auszuschließen bzw. zu entkräften, Informationen zu Personen-, Tat- und Ereigniszusammenhängen bereitzuhalten und zu jeder Phase eines Ermittlungsverfahrens Hinweise zum taktischen Vorgehen einschließlich der Eigensicherung der Polizei zu geben.
Von präventiver Bedeutung ist die Kriminalakte für Erkenntnisse zur Bewertung und Abwehr von Gefahren, für Hinweise zur Vorbereitung und Handeln zur Verhütung von Straftaten zu erlangen, sonstige Polizeieinsätze auslösende Verhaltensweisen aufzuzeigen und Erkenntnisse bereitzuhalten, die zur Fertigung einer negativen Sozialprognose herangezogen werden können (z. B. zur Durchführung eines DNA-Verfahrens).
Polizeiliche Kriminalakten bestehen grundsätzlich aus den Kopien von strafrechtlichen Ermittlungsverfahren, deren Originalschriften den Staatsanwaltschaften übersandt werden. Sie sind das Gedächtnis der Polizei und trotz aller technischen Entwicklungen nach wie vor das wesentliche Arbeitsinstrument der Kriminalisten. Die polizeilichen Kriminalakten werden wie das menschliche Gedächtnis auch ständig reorganisiert, nämlich auf Grund polizeispezifischer Kriterien ergänzt, bereinigt, zusammengeführt und gelöscht. Sie sind also ständig in Bewegung, sie leben, und zwar in einem viel intensiveren Maße als die wegen der Aktenvorlageverpflichtung nach § 163 Abs. 2 Satz 1 StPO in Teilbereichen identischen Akten der Organe der Strafjustiz. Die polizeiliche Ermittlungsakte in einem Strafverfahren wird nach Vorlage zur Justizakte der Staatsanwaltschaften und der Strafgerichte und schließlich zur Prozessakte, sofern ein Gerichtsverfahren eingeleitet wurde. Die Kopie (das Spiegelbild) der polizeilichen Ermittlungsakte wird, neben weiteren Unterlagen wie erkennungsdienstlichen Material, in der personenbezogenen Kriminalakte hinzugefügt, sie dürfen nicht mit den für die Staatsanwaltschaften und das Gericht geführten Strafakten verwechselt werden. So steht die mono-funktionale, justiziell-repressive Ausrichtung der Justizakten im deutlichen Gegensatz zu der multifunktionalen Ausrichtung polizeilicher Kriminalakten.

## Rechtsgrundlage zur Anlage von Kriminalakten und Speicherung
Seit den Anfängen menschlicher Zivilisation wurden Gerichtsverfahren mangels technischer Möglichkeiten durch mündlichen Vortrag geführt, dieser Mündlichkeitsgrundsatz  ist noch heute in den meisten Verfahrensordnungen zwingend, wie § 33 Abs. 1 StPO oder § 101 Abs. 1 VwGO. Die modernen Bürokratien des 20. und 21. Jahrhunderts waren und sind angesichts der Komplexität der zu bewältigenden Probleme auf das Prinzip der Schriftlichkeit der Amtsführung angewiesen. Eingegangene Informationen müssen deshalb festgehalten werden, um sie in Maßnahmen umzusetzen. Die ergriffenen Aktivitäten müssen fixiert und die getroffenen Entscheidungen festgehalten werden, damit der zu bearbeitende Vorgang kontinuierlich weiterverfolgt und die erforderlichen Kontrollen durchgeführt werden können. Durch die Kriminalakten wird der Polizei ein Rückgriff auf das erhobene, erstellte und gespeicherte Datenmaterial ermöglicht. Bei dem Datenmaterial handelt es sich im Wesentlichen um Festnahme- und Tatortbefundberichte, Durchsuchungs- und Beschlagnahmeprotokolle, Vernehmungsniederschriften und Vermerke. Die Anlage von Kriminalakte setzt eine Prognose der Polizei oder eines Gerichtes voraus, dass Beschuldigte in einem strafrechtlichen Ermittlungsverfahren aufgrund der Persönlichkeit, der Art oder Ausführung der Straftat oder sonstiger Erkenntnisse erneut eine Straftat begehen könnten. Bei fahrlässiger Begehung ist das in der Regel nicht anzunehmen, ebenso bei tatverdächtigen Kindern, die ohnehin keine Beschuldigteneigenschaft haben.
Die Speicherung der in Kriminalakten enthaltenen Unterlagen über Tatverdächtige, Beschuldigte und Verurteilte erfolgt auf Grundlage der Polizeigesetze der Bundesländer, nach dem Bundespolizeigesetz und dem Bundeskriminalamtgesetz in Verbindung § 481 Abs. 1 StPO zur Verwendung personenbezogener Daten für polizeiliche Zwecke. Hier wird auch die Mitspeicherung von Taten der fahndungs- oder ermittlungsrelevanten Kontakt- oder Begleitpersonen, Auskunftspersonen geregelt. Eine suchfähige Speicherung personenbezogener Daten im Kriminalaktennachweis (KAN) ist nur für Tatverdächtige, Beschuldigte und Verurteilte nach den jeweiligen Ländergesetzen zulässig.

## Inhalt von Kriminalakten
In die Kriminalakten werden folgende Unterlagen aufgenommen:
- Alle Bestandteile der strafrechtlichen Ermittlungsakte, Strafanzeige, Tatortbefundberichte, Untersuchungsberichte und Gutachten, Durchsuchungs- und Beschlagnahmeprotokolle, Vernehmungsniederschriften, Zwischenberichte, Abschlussvermerke und wenn dieses wegen der besonderen Umstände des Einzelfalls geboten auch Anklageschriften und Urteilsausfertigungen
- Anordnungen von Gerichten zur DNA-Untersuchung auf der Grundlage des § 81 g StPO oder des DNA-Identitätsfeststellungsgesetzes
- Auszüge aus dem Bundeszentralregister
- Erkennungsdienstliche Unterlagen
- Fahndungsunterlagen einschließlich Lichtbilder, Videoaufzeichnungen
- Hinweise auf Kontakt- oder Begleitpersonen, Auskunftspersonen
- Hinweise auf Berufsverbote oder eine Pflegschaft
- Hinweise aus dem kriminalpolizeilichen Meldedienst
- Hinweise aus Auswerte- und Analyseprojekten
- Hinweise über die Erteilung, Versagung oder Entziehung von Berechtigungsscheinen (z. B. Waffenschein, Jagdschein oder Konzessionen)
- Hinweise über Namensänderungen, Staatsangehörigkeitswechsel, Ausweisung, Aufenthaltsverbot, Versagung oder Entziehung von Pass- oder Fahrerlaubnis, Bewährungszeiten, Führungsaufsicht, Unterbringung in psychiatrischen und Entziehungsanstalten
- Kopien von Ausweispapieren von ausländischen Tatverdächtigen, Beschuldigten oder Verurteilten, die bei der Einleitung eines Personenfeststellungsverfahrens
- Mitteilungen über Verfahrensausgänge gemäß § 482 Absatz 2 StPO, sofern diese keine Löschung begründen
- Mitteilungen über Straf- und Haftzeiten
- Mitteilungen der Justizvollzugsanstalten über Beurlaubungen
- Mitteilungen der Maßregelvollzugskliniken über Entwichene
- Personalblatt und personengebundene Hinweise auf besondere Gefährlichkeit, Suchtkrankheiten, psychische Störung oder andere persönliche Eigenschaften und Verhaltensweisen, die beim Einschreiten für die Eigensicherung und/oder zum Schutz des Betroffenen von Bedeutung sind
- Schriftproben
- Unterlagen über personengebundene Hinweise und andere personengebundene Merkmale von polizeilichem Interesse
- Unterlagen über Aliasnamen
- Vermisstenvorgänge über aufgeklärte Fälle mit prognostizierter Wiederholungsgefahr
- Vorgänge über Selbsttötungsversuche, die für die Gefahrenabwehr erforderlich sind
- Vorgänge über Selbsttötungen, sofern sie für die polizeiliche Arbeit noch erforderlich sind.[1][2][5]

## Führung, Registratur und Ordnung von schriftlichen Kriminalakten
Unterlagen über Verkehrsordnungswidrigkeiten werden in Kriminalakten nicht aufgenommen. Andere Ordnungswidrigkeiten sowie verkehrsrechtliche Verstöße, die einen Straftatbestand erfüllen, werden nur aufgenommen, wenn es Anhaltspunkte gibt, dass sie in Zusammenhang mit anderen Straftaten stehen. Kriminalakten über Personen, die nicht erkennungsdienstlich behandelt sind, können bis zum Umfang von zehn Blättern als Loseblattsammlung aufbewahrt werden. Kriminalakten von erkennungsdienstlich behandelten Personen und mit mehr als zehn Blättern sind zu heften, sie sind verwechslungssicher zu nummerieren. Kriminalakte über Beschuldigte oder sonstige tatverdächtige Personen werden im Kriminalaktennachweis des jeweiligen Bundeslandes und in Fällen schwerer oder überregional bedeutsamer Straftaten im Kriminalaktennachweis Bund (KAN Bund) nachgewiesen. In der Kriminalaktensammlung des Bundeskriminalamtes sind rund 3.600.000 Personalien von Straftätern registriert. Im Jahr 2015 wurden 205.153 Kriminalakten neu angelegt. Rund 1.200.000 der Kriminalakten stehen digital zur Verfügung. Die An- und Ablage von analogen Kriminalakten ist in den Bundesländern unterschiedlich geregelt, sie kann dezentral nach dem Tatortprinzip, wie in Hessen, oder zentral nach dem Wohnortprinzip erfolgen, so wird beispielsweise in den Bundesländern Brandenburg und Nordrhein-Westfalen über eine Person landesweit nur eine Kriminalakte bei der Polizeidienststelle des ständigen Wohnsitz der Person geführt. Die Landeskriminalämter führen in diesen Ländern die Kriminalakten über Personen, die
- ohne festen Wohnsitz sind und ihren Aufenthaltsort ständig wechseln,
- als Ausländer in ihr Heimatland ausgewiesen oder abgeschoben wurden,
- sich zur Verbüßung von lebenslangen Freiheitsstrafen in Justizvollzugsanstalten befinden oder voraussichtlich lebenslang in Maßregelvollzugskliniken untergebracht sind, oder
- ihren ständigen Aufenthaltsort außerhalb der betreffenden Bundesländer haben, wenn es sich um Personen von besonderem polizeilichen Interesse handelt, soweit das betroffene andere Bundesland die Übernahme der Kriminalakte ablehnt.[2][5]

## Elektronische Kriminalakten
Die Polizei kann personenbezogene Daten in schriftlichen (analogen) Akten oder in elektronischen Dateien speichern und anderweitig verarbeiten. Integraler Bestandteil der unterschiedlichen polizeilichen Vorgangsbearbeitungssysteme, wie NIVADIS (Niedersächsische Vorgangsbearbeitungs-, Analyse-, Dokumentations- und Informations-System) oder Fabasoft eGov-Suite+Bayern der Polizei Bayern, ist die papierlose Führung elektronischer Kriminalakten. Sämtliche Geschäftsprozesse für die Anlage, Ergänzung und Löschung von Kriminalakten können von jedem Arbeitsplatz aus durchlaufen werden. Durch eine direkte Kopplung mit dem INPOL-System erfolgt ein automatischer Datenaustausch mit dem Zentralsystemen des BKA. Auf jede Elektronischen Kriminalakte kann von jedem Arbeitsplatz unter Beachtung datenschutzrechtlicher Vorgaben im Rahmen der Vorgangsbearbeitung unmittelbar und flexibel zugriffen werden. Vorgangsbearbeitungssysteme halten Daten in einer vorgangsbezogenen Struktur vor, doch erlauben manche von ihnen auch eine parallele Strukturierung nach Personenbezug. Somit ermöglicht ein Vorgangsbearbeitungssystem auch die Führung der elektronischen Kriminalakte nach den entsprechenden Vorschriften zu kriminalpolizeilichen personenbezogenen Sammlungen (KpS). Fabasoft eGov-Suite+Bayern als Basis-Software integriert die Fachanwendungen, eine Datenmigrationen wurde im Rahmen des Projektes Elektronisches Kriminalaktenarchiv (EKAA) entwickelt und umgesetzt. In Schleswig-Holstein wurde die elektronische Kriminalakte (eKA) 2007 eingeführt.

## Löschung der Kriminalakten
Die gespeicherten personenbezogenen Daten sind unverzüglich zu löschen und die zu dem Betroffenen geführten Akten zu vernichten, wenn ihre Erhebung oder weitere Verarbeitung unzulässig war, sie zur Erfüllung einer rechtlichen Verpflichtung gelöscht werden müssen oder bei der zu bestimmten Fristen oder Terminen vorzunehmenden Überprüfung oder aus Anlass einer Einzelfallbearbeitung festgestellt wird, dass ihre Kenntnis für die speichernde Stelle zur Erfüllung der ihr obliegenden Aufgaben nicht mehr erforderlich ist. Personenbezogene Daten sind zu berichtigen, wenn sie unrichtig sind. Die Berichtigung kann auch eine Ergänzung der Daten erforderlich machen, wenn eine mangelnde Vollständigkeit die Unrichtigkeit der Daten für den Verarbeitungszweck zur Folge hat. Ist eine Berichtigung nicht möglich oder nicht hinreichend, ist eine weitere Verarbeitung der Daten unzulässig. Die Daten sind unverzüglich zu löschen oder, wenn dies nicht möglich ist, unverzüglich in der Verarbeitung einzuschränken.
Eine Speicherung der Kriminalakten ist so lange zulässig, wie es zur rechtmäßigen Erfüllung der in der Zuständigkeit der speichernden Stelle liegenden Aufgaben erforderlich ist. Hierbei ist das öffentliche Interesse, zu Zwecken der Gefahrenabwehr, der Strafverfolgung oder Strafvollstreckung auf polizeiliche Erkenntnisse zurückgreifen zu können, abzuwägen mit dem Recht des Einzelnen auf informationelle Selbstbestimmung. Die speichernde Polizeidienststelle ist verpflichtet, die Frist für die Speicherung bei der Anlage von Kriminalakten festzustellen und zu vermerken oder zu speichern. Bei anschließend aufgenommenen Sachverhalten oder bei wesentlichen Änderungen vorhandener Sachverhalte (z. B. Freispruch in einem Strafverfahren) erfolgt eine erneute Feststellung. Ist die Speicherung nicht mehr zulässig, sind die Unterlagen zu vernichten und gespeicherte Daten zu löschen. Dies erfolgt grundsätzlich, wenn zehn Jahren lang die Voraussetzungen für eine Aufnahme von Erkenntnissen zur Anlage von Kriminalakten nicht vorlagen, soweit sich nicht kürzere Aufbewahrungsfristen ergeben, wie beim Tod des Betroffenen, hier sind die Unterlagen grundsätzlich spätestens nach zwei Jahren auszusondern. Eine längere Aufbewahrung kann geboten sein, wenn Anhaltspunkte dafür vorliegen, dass die Unterlagen der Aufklärung von Straftaten dienen können oder der Betroffene eines unnatürlichen Todes gestorben ist. Eine weitere Ausnahme sind Unterlagen über Vermisste sind, sofern sie nicht aus anderen Gründen aufbewahrt werden müssen, fünf Jahre nach Klärung des Falles, in unaufgeklärten Fällen dreißig Jahre nach der Vermisstenmeldung, spätestens aber zu dem Zeitpunkt, an dem der Vermisste das 90. Lebensjahr vollenden würde. Gelöscht werden Akten von Personen, die das 70. Lebensjahr vollendet haben, es sei denn, dass in den zurückliegenden fünf Jahren für die Person die Voraussetzungen für die Aufnahme von Erkenntnissen in die Kriminalakte gegeben waren. Die Frist beginnt regelmäßig mit dem Abschluss der polizeilichen Ermittlungen. Bei Verbüßung einer Freiheitsstrafe oder bei einer mit Freiheitsentziehung verbundenen Maßregel der Besserung und Sicherung beginnt die Frist abweichend mit dem Zeitpunkt der Entlassung aus der Justizvollzugsanstalt oder dem Zeitpunkt der Beendigung der Maßregel. Tritt während einer laufenden Frist ein weiteres Ereignis ein, das die Speicherung in kriminalpolizeilichen Sammlungen begründet, ist die Aufbewahrungsfrist mit Abschluss der polizeilichen Ermittlungen des weiteren Ereignisses neu zu berechnen. Übersteigt die Frist für die Aufbewahrung des weiteren Ereignisses die bisherige Aufbewahrungsfrist, wird die Aufbewahrungsfrist um den übersteigenden Zeitraum verlängert. Bei Jugendlichen sind Unterlagen oder Daten längstens nach fünf Jahren auszusondern. In Fällen von geringerer Bedeutung beträgt die Aufbewahrungsfrist bei Jugendlichen höchstens zweieinhalb Jahre.

## Polizeiliche Sammlungen in Österreich
In Österreich wird die Einrichtung von polizeilichen Datenbanken nicht per Gesetz geregelt, sondern nichtöffentlich durch das Innenministerium. Die Rechtsgrundlage sind mehrere allgemeine Generalklauseln im Sicherheitspolizeigesetz. Aufgelistet werden nur die grundsätzlichen Speichergründe bzw. -zwecke, aber nicht die Datenbanken. Jedes Ministerium entscheidet selbst welche Datenbanken es führt und was für Daten darin gespeichert werden, solange die gesetzlich vorgegebenen Speichergründe für die Daten vorliegen. Die Datenbanken der Polizei zum Schutz der verfassungsmässigen Einrichtungen der Republik Österreich und der Vorbeugung, Verhinderung oder Verfolgung von Straftaten sind nicht bei der Datenschutzkommission meldepflichtig und daher geheim. Die Polizei ist bei der Arbeit mit Daten und Datenbanken weitgehend frei und wird nur in Einzelfällen und anlassbezogen kontrolliert. Die Eintragung einer Person in einer Datenbank bedarf weder der Zustimmung noch der Kontrolle des Rechtsschutzbeauftragten oder der Datenschutzkommission. Eine Verständigung der betroffenen Person über die Eintragung oder Weiterverarbeitung der Daten ist nicht vorgesehen. Die polizeiliche Datenbank Elektronisches Kriminalpolizeiliches Informationssystem (EKIS) ist eine Zusammenfassung von mehreren Datenbanken, darunter des Kriminalpolizeilichen Aktenindex KPA.

## Polizeiliche Sammlungen in der Schweiz
In der Schweizerischen Eidgenossenschaft ist die Bearbeitung von Daten durch Behörden des Bundes und der Kantone in polizeilichen Informationssystemen des Bundes (polizeiliche Informationssysteme) gesetzlich geregelt. Das Bundesgesetz über die polizeilichen Informationssysteme des Bundes (BPI) regelt den polizeilichen Informationssystem-Verbund, das automatisierte Polizeifahndungssystem, den nationaler Teil des Schengener Informationssystems, den nationalen Polizeiindex und das Geschäfts- und Aktenverwaltungssystem des Bundesamtes für Polizei. Gemäß Artikel 17 betreibt das Bundesamt für Polizei (Fedpol) in Zusammenarbeit mit den Strafverfolgungs- und Polizeibehörden des Bundes und der Kantone den nationalen Polizeiindex (Index). Der Index informiert darüber, ob Daten zu einer bestimmten Person in den Informationssystemen bearbeitet werden, er dient der Suche nach Informationen über Personen und die Vereinfachung der Rechts- und Amtshilfe. In dem Index sind erfasst:
- die vollständige Identität der Person, deren Daten bearbeitet werden (insbesondere Name, Vorname, Alias, Allianzname(n), Name der Eltern, Geburtsort und -datum, Prozesskontrollnummer),
- Datum des Eintrags,
- Grund des Eintrags, wenn eine Person erkennungsdienstlich behandelt worden ist,
- die Angabe der Behörde, bei der nach den Grundsätzen der Rechts- und Amtshilfe um weitere Informationen über die Person ersucht werden kann, und
- die Angabe des Informationssystems oder der Systemart, aus der die Daten stammen.[12]

In den Kantonen sind bestehen weitgehend identische Verordnungen über die polizeiliche Datenerhebung, -bearbeitung und –speicherung (PolDaVO), die die Inhalte der Polizeilichen Informationssysteme und erkennungsdienstliche Datensammlungen beschreiben. Die gespeicherten Daten in den Informationssystemen der Kantonspolizeien sind Grunddaten, Erkennungsdienstliche Daten, inkl. Arrestantenfotografien, Haftdaten, Fallbezogene Daten, Waffen- und Sprengstoffdaten, Journal-Daten.
Zu den Grunddaten gehören Name und Vorname, Aliasname(n) und Spitzname(n), Geburtsdatum und Geburtsort, Heimatorte/Staatsangehörigkeit(en), Status bei ausländischer Staatsangehörigkeit, Geschlecht, Adresse, Namen und Vornamen der Eltern, Zivilstand sowie Name und Vorname des Ehegatten bzw. des geschiedenen Ehegatten und der Beruf. Diese Grunddaten dürfen nur im Zusammenhang mit erkennungsdienstlichen Daten, Haftdaten, fallbezogenen Daten oder Waffen- bzw. Sprengstoffdaten gespeichert werden. Ebenso ist es zulässig, wenn Leumundsberichte oder andere polizeiliche Rapporte über die betroffene Person, insbesondere im Zusammenhang mit außergewöhnlichen Todesfällen, verfasst worden sind, Grunddaten von Personen mit großer Gewaltbereitschaft. Als erkennungsdienstliche Daten werden Behandlungsstelle, Behandlungsdatum, Ausweisdaten, Foto der betroffenen Person inkl. Nummer und Aufnahmedatum, Identität (Signalement, besondere Merkmale, Daktyloskopie und Wangenschleimhaut-Abstrich) und Behandlungsgrund erfasst. In den Haftdaten sind Angaben über Personen, die verhaftet oder vorläufig festgenommen sind oder sich in einer kantonalen Vollzugsanstalt befinden, sie umfassen Eintrittsort und Eintrittsdatum, Haft-Art, Austrittsdatum und Austrittsgrund, die für die Einweisung zuständige Behörde und das Delikt. Fallbezogen werden Angaben über eine versuchte oder begangene Straftat oder über strafbare Vorbereitungshandlungen und weitere Angaben aus Strafanzeigen und Rapporten der Polizei mit fallbezogenen Daten erfasst: Ereignis, Ort und Zeit, Sachverhalt, Tatvorgehen, Geschädigte, Spuren, Deliktsgut und Sachschaden, Verbindungen zu artgleichen Ereignissen und Fahrzeuge. Löschungen richten sich nach deliktsspezifischen Aufbewahrungsdauern, die betragen:
- 80 Jahre für unverjährbare Verbrechen,
- 30 Jahre für Taten, die mit lebenslänglichem Zuchthaus bedroht sind,
- 15 Jahre für Taten, die mit Zuchthaus bedroht sind,
- zehn Jahre für Taten, die mit Gefängnis bedroht sind,
- vier Jahre für Taten, die mit Haft oder Busse bedroht sind.

Die Grunddaten natürlicher Personen werden spätestens mit dem Tod der betroffenen Person gelöscht.